# Festival de la science-fiction de Roanne
 (septembre 2013).
Si vous disposez d'ouvrages ou d'articles de référence ou si vous connaissez des sites web de qualité traitant du thème abordé ici, merci de compléter l'article en donnant les références utiles à sa vérifiabilité et en les liant à la section « Notes et références ».
Le Festival de la science-fiction de Roanne est un festival de bandes dessinées.

## Historique
Tout commence en 1979. La première édition, la « Semaine de la Science-Fiction » est organisée à Roanne par une association qui s’appelle Calytris et dont les deux chefs de file sont Jo Taboulet et Daniel Gontard. C’est Daniel Riche, d'origine roannaise, alors Rédacteur en Chef de la mythique revue Fiction qui va faire que cette simple animation devienne Festival avec des invités de choix. Cette biennale a reçu les plus grands noms du genre : Besson, Jeunet, Enki Bilal, Mœbius, Caza, Jean-Claude Mézières, Philippe Druillet, Montellier, François Schuiten, Wojtek Siudmak, Jean-Pierre Andrevon, Jean-Marc Ligny, Robinson, Norman Spinrad...
La dernière édition a eu lieu en 2007 au château de la Roche.